# Handje contantje
Handje contantje is een Nederlandse uitdrukking voor contant betalen.
Oorspronkelijk zou het gebruikt zijn voor het zwart uitbetalen van een werknemer of het contant betalen bij illegale transacties. Met de opmars van het elektronisch betaalverkeer wordt de uitdrukking (ook) gebruikt voor contante betalingen in het algemeen. 